# Championnats du monde de cyclo-cross 1963
Navigation
Édition précédente Édition suivante
Les championnats du monde de cyclo-cross 1963 ont lieu le 17 février 1963 à Calais en France. Une épreuve masculine est au programme.

## Podiums
| Épreuves | Or             | Argent       | Bronze          |
| -------- | -------------- | ------------ | --------------- |
| Élites   | Rolf Wolfshohl | Renato Longo | André Dufraisse |

## Classement des élites
| Pos. | Cycliste         | Pays                 | Temps       |
| ---- | ---------------- | -------------------- | ----------- |
|      | Rolf Wolfshohl   | Allemagne de l'Ouest | 45 min 52 s |
|      | Renato Longo     | Italie               | + 1:20      |
|      | André Dufraisse  | France               | + 2:39      |
| 4    | Amerigo Severini | Italie               | + 2:39      |
| 5    | Roger De Clercq  | Belgique             | + 3:04      |
| 6    | Albert Van Damme | Belgique             | + 3:08      |
| 7    | Pierre Bernet    | France               | + 3:10      |
| 8    | André Foucher    | France               | + 3:18      |
| 9    | Huub Harings     | Pays-Bas             | + 3:28      |
| 10   | Winfried Bölke   | Allemagne de l'Ouest | + 3:45      |

## Tableau des médailles
| Rang | Nation               | Or | Argent | Bronze | Total |
| ---- | -------------------- | -- | ------ | ------ | ----- |
| 1    | Allemagne de l'Ouest | 1  | 0      | 0      | 1     |
| 2    | Italie               | 0  | 1      | 0      | 1     |
| 3    | France               | 0  | 0      | 1      | 1     |